# Liste der Biografien/Yar
Liste der Biografien |
Portal Biografien |
Personensuche
# |
A |
B |
C |
D |
E |
F |
G |
H |
I |
J |
K |
L |
M |
N |
O |
P |
Q |
R |
S |
T |
U |
V |
W |
X |
Y |
Z |
?
 
Ya |
Yb |
Yc |
Yd |
Ye |
Yf |
Yg |
Yh |
Yi |
Yk |
Yl |
Ym |
Yn |
Yo |
Yp |
Yr |
Ys |
Yt |
Yu |
Yv |
Yw |
Yx |
Yz
 
Yaa |
Yab |
Yac |
Yad |
Yae |
Yaf |
Yag |
Yah |
Yai |
Yaj |
Yak |
Yal |
Yam |
Yan |
Yao |
Yap |
Yaq |
Yar |
Yas |
Yat |
Yau |
Yav |
Yaw |
Yax |
Yay |
Yaz
Die Liste der Biografien führt alle Personen auf, die in der deutschsprachigen Wikipedia einen Artikel haben. Dieses ist eine Teilliste mit 100 Einträgen von Personen, deren Namen mit den Buchstaben „Yar“ beginnt.

## Yar
- Yar Beg, Mirza Ali (* 1970), pakistanischer Badmintonspieler

### Yara
- Yara (* 1983), libanesische Sängerin
- Yara, Baba (1936–1969), ghanaischer Fußballspieler
- Yarabi, Salim (* 1994), omanischer Leichtathlet
- Yar’Adua, Umaru (1951–2010), nigerianischer PolitikerUmaru Yar’Adua (1951–2010)

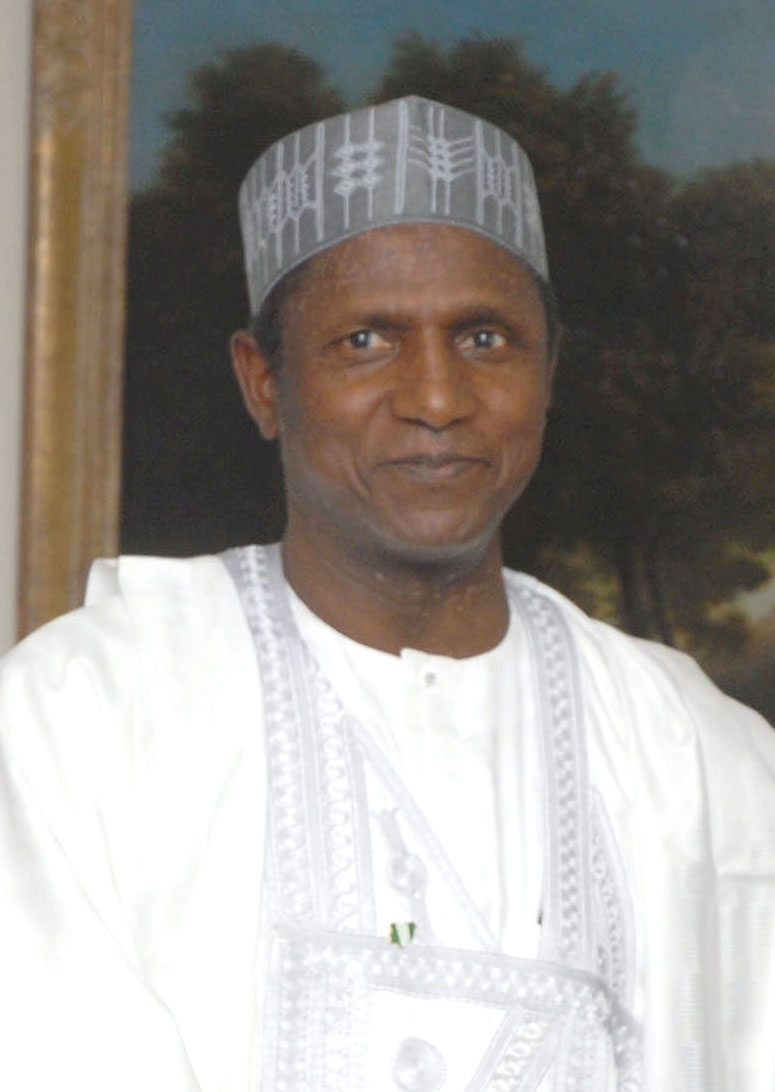
Umaru Yar’Adua (1951–2010)

- Yarafa, Christ (* 1966), zentralafrikanischer Radrennfahrer
- Yarahi, Amir (* 1995), deutscher YouTuber und Synchronsprecher
- Yaralı, Şemsi (* 1982), türkische Boxerin
- Yaran, Onur Seyit (* 1995), türkischer Schauspieler und Model
- Yaran, Osan (* 1986), deutsch-türkischer Komiker und Moderator
- Yaras, Dave (1912–1974), US-amerikanischer Mafioso
- Yarashenka, Vadim (* 1996), belarussischer Tischtennisspieler
- Yarayan, Ali (* 1976), deutscher Jurist, Rechtsanwalt und Hochschullehrer
- Yarayıcı, Hilmi (* 1968), türkischer Sänger und Filmkomponist

### Yarb
- Yarbay, Savaş (* 1946), türkischer Fußballspieler
- Yarborough, Cale (1939–2023), US-amerikanischer Autorennfahrer
- Yarborough, Ralph (1903–1996), US-amerikanischer Politiker
- Yarborough, William P. (1912–2005), amerikanischer Lieutenant-General (Generalleutnant) in der US Army und Absolvent der United States Military Academy
- Yarbro, Chelsea Quinn (* 1942), amerikanische Schriftstellerin
- Yarbrough, Glenn (1930–2016), US-amerikanischer Sänger der Gruppe Limeliters
- Yarbrough, Jean (1900–1975), US-amerikanischer Regisseur und Fernsehproduzent
- Yarbrough, Kevin, US-amerikanischer Schauspieler
- Yarbrough, Lamar (* 1996), deutsch-amerikanischer Fußballspieler
- Yarbrough, Randall, US-amerikanischer Schauspieler, Drehbuchautor und Filmproduzent
- Yarbrough, Raya (* 1979), US-amerikanische Songwriterin, Sängerin, Gitarristin und Pianistin
- Yarbrough, Vincent (* 1981), US-amerikanischer Basketballspieler
- Yarbrough, William Paul (* 1989), US-amerikanisch-mexikanischer Fußballspieler

### Yarc
- Yarchoan, Robert (* 1950), US-amerikanischer Mediziner

### Yard
- Yard, Francis (1873–1947), französischer Schriftsteller
- Yard, Molly (1912–2005), US-amerikanische Frauenrechtlerin
- Yard, Sydney Janis (1855–1909), US-amerikanischer Aquarellmaler
- Yarde, Anthony (* 1991), britischer Boxer im Halbschwergewicht
- Yarde, Denise, britische Tontechnikerin
- Yarde, Jason (* 1970), britischer Jazzmusiker (Saxophone, Piano, Komposition, Arrangements)
- Yarde-Buller, John, 2. Baron Churston (1846–1910), britischer Peer und Offizier
- Yarden, Einav (* 1978), israelische Pianistin
- Yardeni, Ada (1937–2018), israelische Künstlerin, Schriftstellerin und Paläographin
- Yardım, Fahri (* 1980), deutscher Schauspieler, Filmproduzent und SynchronsprecherFahri Yardım (* 1980)

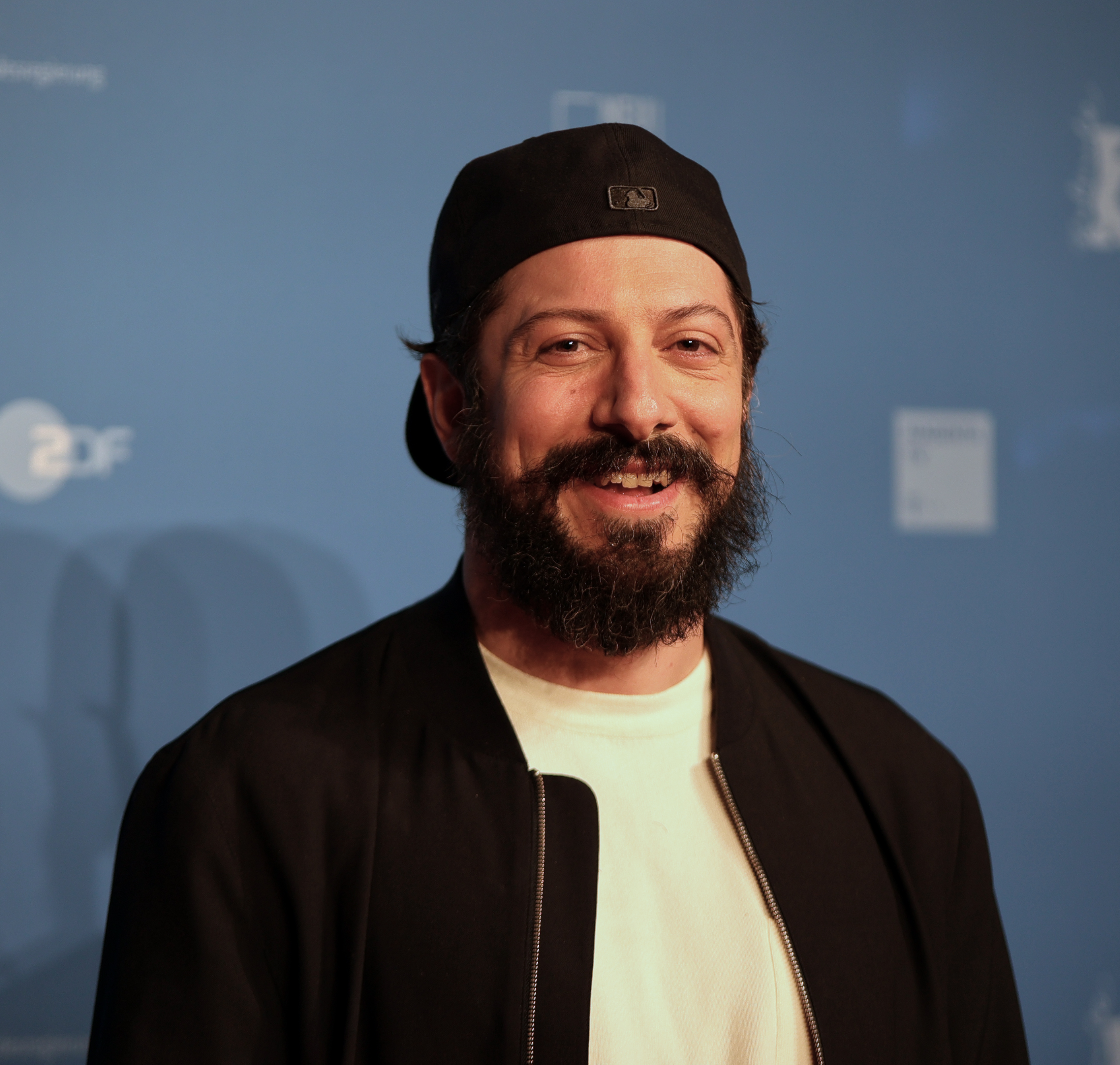
Fahri Yardım (* 1980)

- Yardımcı, Barış (* 1992), türkischer Fußballspieler
- Yardımcı, Erencan (* 2002), türkischer Fußballspieler
- Yardley, George (1928–2004), US-amerikanischer Basketballspieler
- Yardley, Herbert (1889–1958), US-amerikanischer Kryptologe
- Yardley, Malcolm (1940–2020), britischer Sprinter
- Yardley, Robert Morris (1850–1902), US-amerikanischer Politiker

### Yare
- Yareboinen, David (* 1990), papua-neuguineischer Fußballschiedsrichter
- Yared (505–571), semilegendärer altäthiopischer Kirchenmusiker, Musiktheoretiker, Priester und Heiliger
- Yared, Christiane (* 1960), brasilianische Pfarrerin, Unternehmerin und Politikerin
- Yared, Gabriel (* 1949), libanesischer Komponist
- Yarema, Brendan (* 1976), kanadischer Eishockeyspieler
- Yaremchuk, Gary (* 1961), kanadischer Eishockeyspieler
- Yaremchuk, Ken (* 1964), kanadischer Eishockeyspieler
- Yaremchuk, Sofiia (* 1994), italienisch-ukrainische Langstreckenläuferin
- Yaren, Aylin (* 1989), deutschtürkische FußballspielerinAylin Yaren (* 1989)

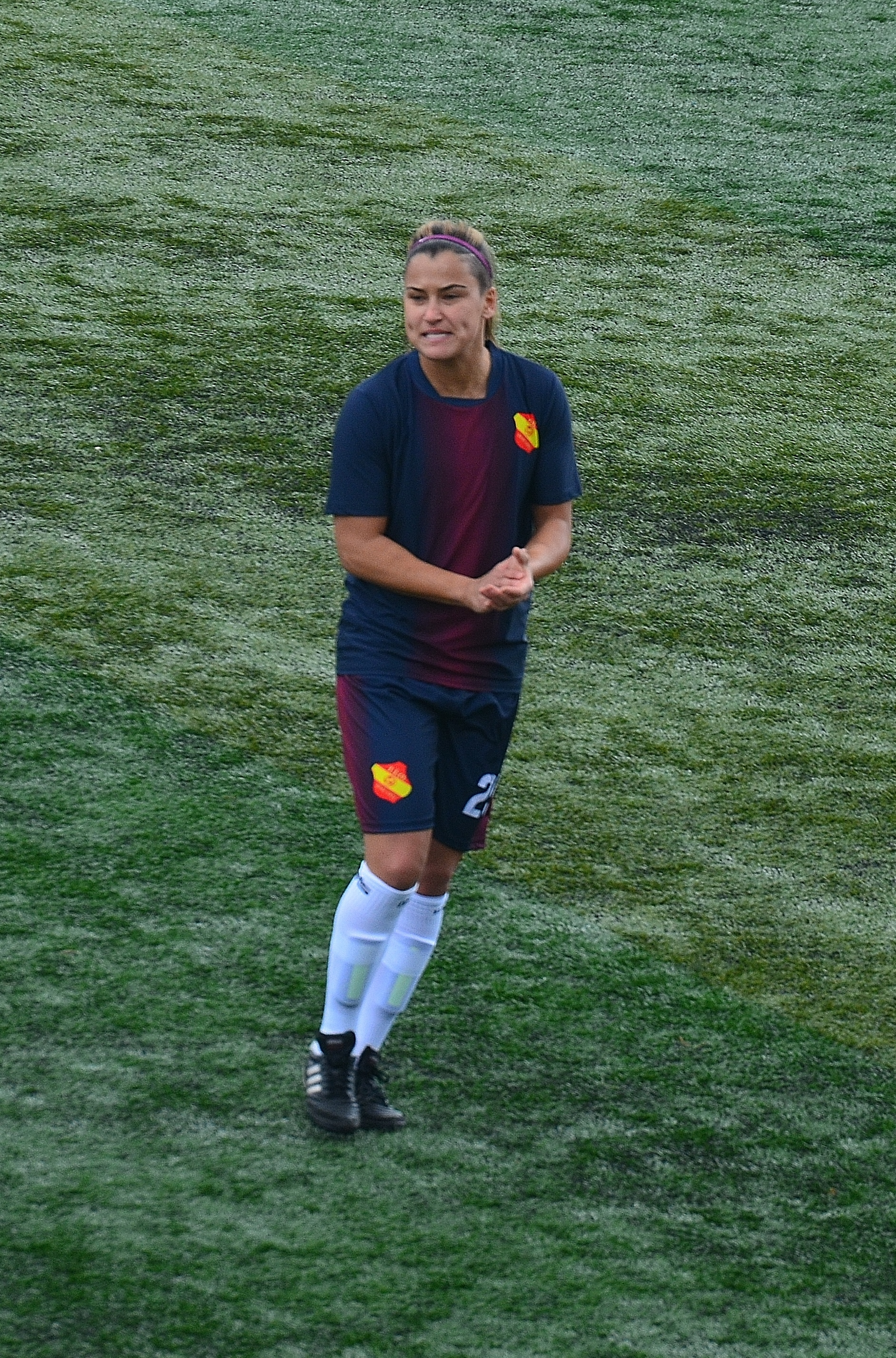
Aylin Yaren (* 1989)

### Yarh
- Yarhai, Satrap von Bahrein
- Yarhai, Marcus Ulpius, palmyrischer Karawanenführer
- Yarhibol, palmyrischer Kaufmann
- Yarhouse, Mark A. (* 1968), US-amerikanischer Psychologe, Professor für Psychologie

### Yari
- Yari, Labo (1942–2023), nigerianischer Schriftsteller
- Yarigo, Noélie (* 1985), beninisch-französische Mittelstreckenläuferin
- Yarikova, Irina (* 1980), usbekische Tennisspielerin
- Yarikova, Oksana (* 1976), usbekische Tennisspielerin
- Yariri, Regent des neo-hethitischen Karkemisch
- Yariv, Amnon (* 1930), israelischer Physiker, Professor für Angewandte Physik und Elektrotechnik
- Yariv, Youval (* 1942), israelischer Künstler

### Yark
- Yarker, John (1833–1913), Freimaurer, Schriftsteller, Esoteriker
- Yarkın, Çağrı (* 1989), türkischer Fußballspieler
- Yarkoni, Idan (* 1982), israelischer Fußballschiedsrichterassistent
- Yarkoni, Yafa (1925–2012), israelische Sängerin

### Yarl
- Yarlett, Claire (* 1965), britisch-US-amerikanische Schauspielerin

### Yarm
- Yarmush, Michael (* 1982), kanadischer Schauspieler und Synchronsprecher
- Yarmuth, John (* 1947), US-amerikanischer Politiker

### Yarn
- Yarnall, Celeste (1944–2018), US-amerikanische Schauspielerin
- Yarnell, Bruce (1935–1973), US-amerikanischer Schauspieler, Musical- und Opernsänger
- Yarnell, Harry E. (1875–1959), amerikanischer Marineoffizier
- Yarnell, Lorene (1944–2010), US-amerikanische Schauspielerin, Pantomimin und Tänzerin
- Yarnold, Elizabeth (* 1988), britische Skeletonsportlerin

### Yaro
- Yaron, Dan (1919–1999), österreichisch-israelischer Beamter und Übersetzer
- Yaron, Gil (* 1973), israelischer Arzt und Journalist
- Yaron, Reuven (1924–2014), israelischer Rechtswissenschaftler
- Yaron, Reuven (1932–1956), israelischer Komponist und Soldat
- Yarosh, Danika (* 1998), US-amerikanische SchauspielerinDanika Yarosh (* 1998)

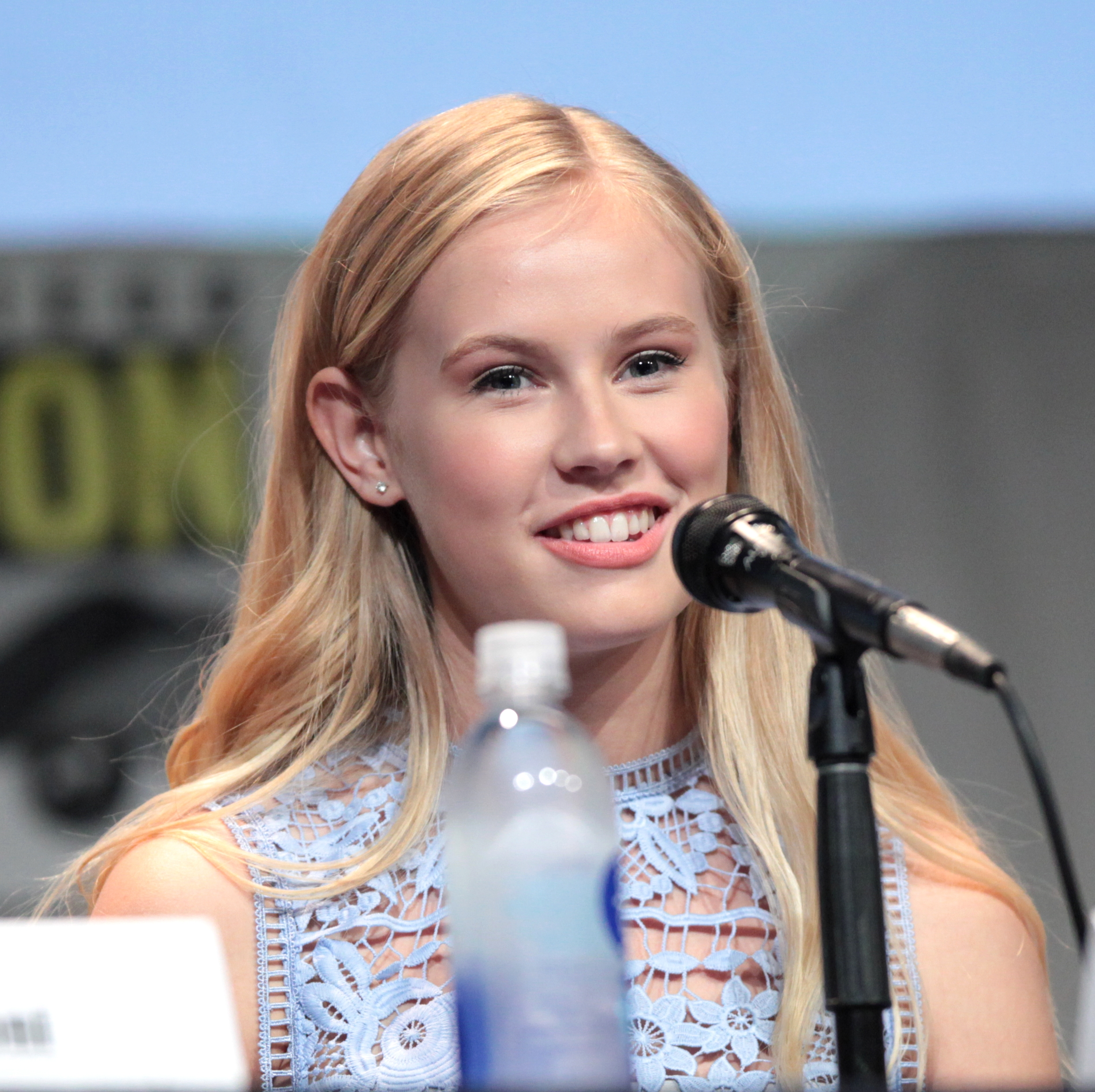
Danika Yarosh (* 1998)

- Yaroshevskaya, Kim (1923–2025), kanadische Schauspielerin
- Yarosz, Teddy (1910–1974), US-amerikanischer Boxer im Mittelgewicht
- Yarovenko, Natasha (* 1979), ukrainische Schauspielerin

### Yarr
- Yarrahi, Mehdi (* 1981), iranischer Komponist und Sänger
- Yarraji, Jyothi (* 1999), indische Hürdenläuferin
- Yarramundi, australischer Aborigine
- Yarranton, Andrew (1616–1684), englischer Unternehmer
- Yarrell, William (1784–1856), englischer Buchhändler und Naturforscher
- Yarros, Rebecca (* 1981), US-amerikanische Autorin
- Yarrow, Alan (* 1951), britischer Spezialist für Investment Banking
- Yarrow, David (* 1966), britischer Geschäftsmann und Kunstfotograf
- Yarrow, Leon J. (1921–1982), US-amerikanischer Psychologe
- Yarrow, Peter (1938–2025), US-amerikanischer Sänger
- Yarrow, Squire (1905–1984), britischer Marathonläufer

### Yars
- Yarshater, Ehsan (1920–2018), iranischer Iranist

### Yarv
- Yarvin, Curtis (* 1973), US-amerikanischer Blogger und SoftwareentwicklerCurtis Yarvin (* 1973)

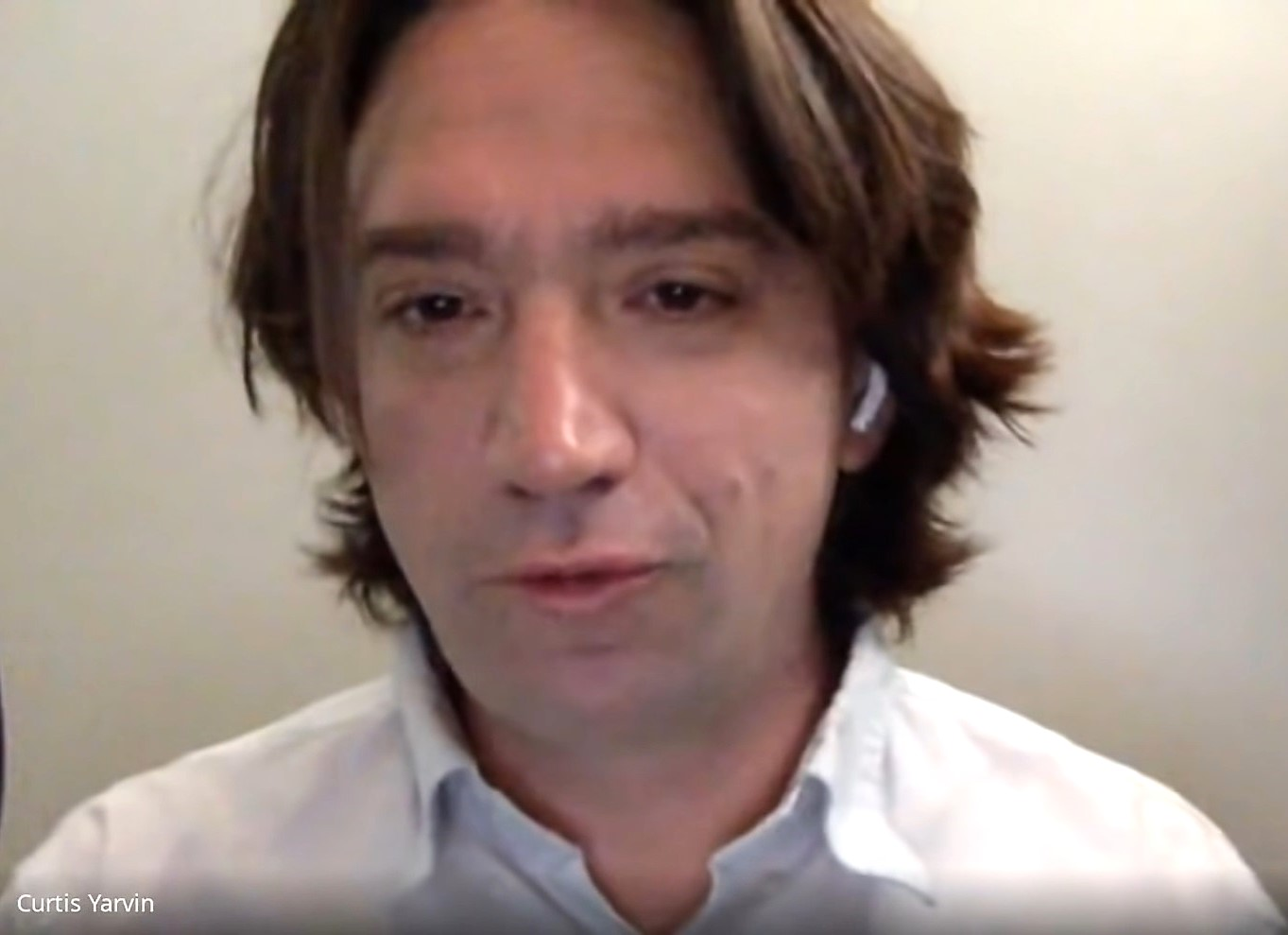
Curtis Yarvin (* 1973)

### Yarw
- Yarwood, Walter (1917–1996), kanadischer Maler und Bildhauer

### Yary
- Yary, Ron (* 1946), US-amerikanischer American-Football-Spieler

### Yarz
- Yarza, Rosita (1922–1996), spanische Schauspielerin